# Strongylognathus pisarskii
Strongylognathus pisarskii är en myrart som beskrevs av Poldi 1994. Strongylognathus pisarskii ingår i släktet Strongylognathus och familjen myror. IUCN kategoriserar arten globalt som sårbar. Inga underarter finns listade i Catalogue of Life.